# Élections sénatoriales de 2008 en Dordogne
Les élections sénatoriales en Dordogne ont eu lieu le dimanche 21 septembre 2008. Elles ont eu pour but d'élire les sénateurs représentant le département au Sénat pour un mandat de six années.

## Contexte départemental
Lors des élections sénatoriales du 27 septembre 1998 en Dordogne, deux sénateurs ont été élus, un divers droite et un PS.
Depuis, tous les effectifs du collège électoral des grands électeurs ont été renouvelés, avec les élections législatives françaises de 2007, les élections régionales françaises de 2004, les élections cantonales de 2004 et 2008 et les élections municipales françaises de 2008.

## Rappel des résultats de 1998
| Candidat et parti politique | Candidat et parti politique | Candidat et parti politique | Premier tour | Premier tour | Second tour | Second tour |
| Candidat et parti politique | Candidat et parti politique | Candidat et parti politique | Voix         | %            | Voix        | %           |
| --------------------------- | --------------------------- | --------------------------- | ------------ | ------------ | ----------- | ----------- |
|                             | Xavier Darcos               | RPR                         | 607          | 47,35        | 660         | 51,56       |
|                             | Gérard Fayolle              | RPR                         | 576          | 44,93        | 613         | 47,89       |
|                             | Bernard Cazeau              | PS                          | 447          | 34,87        | 619         | 48,36       |
|                             | Claude Bérit-Débat          | PS                          | 289          | 22,54        | Retrait     | Retrait     |
|                             | Jacques Monmarson           | PS                          | 246          | 19,19        | 1           | 0,08        |
|                             | Louis Delmont               | PCF                         | 172          | 13,42        | 578         | 45,16       |
|                             | Annick Le Goff              | PCF                         | 133          | 10,37        | Retrait     | Retrait     |
|                             | Xavier Louy                 | RPR                         | 23           | 1,79         | Retrait     | Retrait     |
|                             | Bérénice Vincent            | Verts                       | 11           | 0,86         | 1           | 0,08        |
|                             | Claude Le Solleu            | FN                          | 11           | 0,86         | Retrait     | Retrait     |
|                             | Henry Peyret-Lacombe        | FN                          | 10           | 0,78         | Retrait     | Retrait     |
|                             | Alain Armagnac              | Verts                       | 7            | 0,55         | 1           | 0,08        |
|                             |                             |                             |              |              |             |             |
| Inscrits                    | Inscrits                    | Inscrits                    | 1 299        | 100,00       | 1 299       | 100,00      |
| Abstentions                 | Abstentions                 | Abstentions                 | 5            | 0,38         | 3           | 0,23        |
| Votants                     | Votants                     | Votants                     | 1 294        | 99,62        | 1 296       | 99,77       |
| Blancs et nuls              | Blancs et nuls              | Blancs et nuls              | 12           | 0,93         | 16          | 1,23        |
| Exprimés                    | Exprimés                    | Exprimés                    | 1 282        | 99,07        | 1 280       | 98,77       |

## Sénateurs sortants
| Sénateur | Sénateur               | Parti | Fonctions lors de l'élection en 1998           |
| -------- | ---------------------- | ----- | ---------------------------------------------- |
|          | Bernard Cazeau         | PS    | Président du conseil général, maire de Ribérac |
|          | Dominique Mortemousque | UMP   | Conseiller général, maire de Nojals-et-Clotte  |

## Présentation des candidats et des suppléants
Les nouveaux représentants sont élus pour une législature de 6 ans au suffrage universel indirect par les 1314 grands électeurs du département. En Dordogne, les sénateurs sont élus au scrutin majoritaire à deux tours. Leur nombre reste inchangé, 2 sénateurs sont à élire. Ils sont 8 candidats dans le département, chacun avec un suppléant.
| T/S | Candidats | Candidats              | Parti | Principale fonction                                                 |
| --- | --------- | ---------------------- | ----- | ------------------------------------------------------------------- |
| T   |           | Jacques Auzou          | PCF   |                                                                     |
| S   |           | Armand Zaccaron        | PCF   |                                                                     |
| T   |           | Isabelle Conte         | PCF   |                                                                     |
| S   |           | Anne-Marie Gorre       | PCF   |                                                                     |
| T   |           | Michel Evrard          | Verts |                                                                     |
| S   |           | Élisabeth Patriat      | Verts |                                                                     |
| T   |           | Bérénice Vincent       | Verts |                                                                     |
| S   |           | Francis Cortez         | Verts |                                                                     |
| T   |           | Claude Bérit-Débat     | PS    | Maire de Chancelade                                                 |
| S   |           | Serge Mérillou         | PS    | Conseiller général, maire de Saint-Agne                             |
| T   |           | Bernard Cazeau         | PS    | Sénateur sortant, président du conseil général                      |
| S   |           | Jacques Monmarson      | PS    |                                                                     |
| T   |           | Dominique Mortemousque | UMP   | Sénateur sortant, conseiller général, maire de Beaumont-du-Périgord |
| S   |           | Pierre Giry            | UMP   |                                                                     |
| T   |           | Antoine Peyret-Lacombe | FN    |                                                                     |
| S   |           | Emmanuelle Pujol       | FN    |                                                                     |

## Résultats
| Candidat et parti politique | Candidat et parti politique | Candidat et parti politique | Premier tour | Premier tour | Second tour | Second tour |
| Candidat et parti politique | Candidat et parti politique | Candidat et parti politique | Voix         | %            | Voix        | %           |
| --------------------------- | --------------------------- | --------------------------- | ------------ | ------------ | ----------- | ----------- |
|                             | Bernard Cazeau              | PS                          | 713          | 55,53        |             |             |
|                             | Claude Bérit-Débat          | PS                          | 580          | 45,17        | 716         | 55,72       |
|                             | Dominique Mortemousque      | UMP                         | 511          | 39,80        | 569         | 44,28       |
|                             | Jacques Auzou               | PCF                         | 245          | 19,08        | Retrait     | Retrait     |
|                             | Isabelle Conte              | PCF                         | 91           | 7,09         | Retrait     | Retrait     |
|                             | Bérénice Vincent            | Verts                       | 32           | 2,49         | Retrait     | Retrait     |
|                             | Michel Evrard               | Verts                       | 31           | 2,41         | Retrait     | Retrait     |
|                             | Antoine Peyret-Lacombe      | FN                          | 23           | 1,79         | Retrait     | Retrait     |
|                             |                             |                             |              |              |             |             |
| Inscrits                    | Inscrits                    | Inscrits                    | 1 314        | 100,00       | 1 314       | 100,00      |
| Abstentions                 | Abstentions                 | Abstentions                 | 11           | 0,84         | 6           | 0,46        |
| Votants                     | Votants                     | Votants                     | 1 303        | 99,16        | 1 308       | 99,54       |
| Blancs et nuls              | Blancs et nuls              | Blancs et nuls              | 19           | 1,46         | 23          | 1,76        |
| Exprimés                    | Exprimés                    | Exprimés                    | 1 284        | 98,54        | 1 285       | 98,24       |